# Zeel Desai
Zeel Desai (* 18. Februar 1999 in Ahmedabad, Gujarat) ist eine indische Tennisspielerin.

## Karriere
Desai, die mit sechs Jahren das Tennisspielen begann, bevorzugt dabei laut  ITF-Profil Hart- und Rasenplätze. Sie spielt überwiegend Turniere auf der ITF Women’s World Tennis Tour, wo sie bereits drei Titel im Einzel und sechs im Doppel gewinnen konnte.
Ihr erstes Profiturnier spielte Desai im Mai 2015 in Nashik, ihr erstes Finale erreichte sie im September 2016 in Scharm asch-Schaich.

## Turniersiege

### Einzel
| Nr. | Datum            | Turnier  | Kategorie   | Belag     | Finalgegnerin       | Ergebnis      |
| --- | ---------------- | -------- | ----------- | --------- | ------------------- | ------------- |
| 1.  | 3. März 2017     | Gwalior  | ITF $15.000 | Hartplatz | Mahak Jain          | 6:3, 7:5      |
| 2.  | 19. Februar 2023 | Jhajjar  | ITF W15     | Sand      | Sandeepti Singh Rao | 1:6, 6:1, 6:4 |
| 3.  | 15. Oktober 2023 | Monastir | ITF W15     | Hartplatz | Hina Inoue          | 6:2, 6:4      |

### Doppel
| Nr. | Datum              | Turnier             | Kategorie   | Belag     | Partnerin             | Finalgegnerinnen                                  | Ergebnis           |
| --- | ------------------ | ------------------- | ----------- | --------- | --------------------- | ------------------------------------------------- | ------------------ |
| 1.  | 1. Oktober 2016    | Scharm asch-Schaich | ITF $10.000 | Hartplatz | Ola Abou Zekry        | Suzy Larkin Theiviya Selvarajoo                   | 7:5, 6:4           |
| 2.  | 15. September 2017 | Hua Hin             | ITF $15.000 | Hartplatz | Pranjala Yadlapalli   | Rutuja Bhosale Alexandra Walters                  | 6:2, 7:5           |
| 3.  | 4. Mai 2018        | Hua Hin             | ITF $15.000 | Hartplatz | Bunyawi Thamchaiwat   | Sheng Yugi Aldila Sutjiadi                        | 7:5, 6:1           |
| 4.  | 12. Januar 2020    | Monastir            | ITF W15     | Hartplatz | Anastassija Tichonowa | Bojana Marinković Tereza Mihalíková               | 7:64, 5:7, [10:5]  |
| 5.  | 25. Februar 2023   | Gurugram            | ITF W15     | Hartplatz | Punnin Kovapitukted   | Shrivalli Rashmikaa Bhamidipaty Vaidehi Chaudhari | 6:2, 6:2           |
| 6.  | 21. Oktober 2023   | Monastir            | ITF W15     | Hartplatz | Anastassija Suchotina | Arabella Koller Camilla Zanolini                  | 6:4, 611:7, [10:7] |